# اولیویه روآ
اولیویه روآ یا اولیویر روی (به انگلیسی: Olivier Roy) (متولد ۱۹۴۹) پژوهشگر، اسلام‌شناس و جامعه‌شناس فرانسوی است که بیشتر به دلیل مطالعاتش دربارهٔ اسلام سیاسی، رادیکالیسم اسلامی، و رابطه دین و سیاست در جهان معاصر شناخته می‌شود. او استاد دانشگاه مؤسسه دانشگاهی اروپا در فلورانس است و پیش‌تر عضو شورای ملی پژوهش‌های علمی فرانسه (CNRS) و استاد مدرسه عالی مطالعات علوم اجتماعی (EHESS) بوده است. روا در دههٔ ۱۹۸۰ در جریان جنگ افغانستان علیه شوروی به‌طور میدانی شرکت داشت و تجربه‌های میدانی‌اش را در کتاب‌هایی چون در جستجوی خاور گمشده (En quête de l’Orient perdu) بازتاب داده است. او از منتقدان جدی نظریه جنگ تمدن‌ها و برداشت‌های ذات‌گرایانه از اسلام است. آثارش همچون شکست اسلام سیاسی (L'Échec de l’islam politique) و جهاد و مرگ (Le Djihad et la Mort)، تحلیل‌هایی اجتماعی و روانی از رادیکالیسم اسلامی ارائه می‌دهند و همواره مباحثات جدی میان پژوهشگران، به‌ویژه با گیل کپل (Gilles Kepel)، برانگیخته‌اند.

## زندگی و فعالیت
اولیویه روا از خانواده‌ای پروتستان اهل منطقه ونده در فرانسه است. پس از تحصیل در دوره‌های آمادگی ادبی در دبیرستان لویی-لو-گران و سپس در مؤسسه زبان‌ها و تمدن‌های شرقی (INALCO) شرکت کرد که در آن فارسی آموخت، در ۱۹۷۲ در رشته فلسفه موفق به دریافت مدرک «آگرگاسیون» شد و از سال ۱۹۷۳ به تدریس در دبیرستان پرداخت. از سال ۱۹۶۸ به جنبش مائوییستی چپ پرولتری پیوست.
اولیویه در سال ۱۹۸۵ به‌عنوان پژوهش‌گر در شورای ملی پژوهش‌های علمی فرانسه (CNRS) استخدام شد و در ۱۹۹۶ دکترای علوم سیاسی را از مؤسسه مطالعات سیاسی پاریس دریافت کرد. او هم‌چنین مدیر پژوهش در شورای ملی تحقیقات علمی، مدیر مطالعات در مدرسه عالی مطالعات علوم اجتماعی (EHESS) در بخش «حوزه ترکی» و پژوهش‌گر وابسته در مرکز پژوهش‌های بین‌المللی (CERI) است. از سال ۱۹۸۴ نیز با مرکز تحلیل و پیش‌بینی وزارت خارجه فرانسه همکاری می‌کند.
اولیویه در دهه ۱۹۸۰ در جنگ افغانستان علیه شوروی شرکت کرد، تیراندازی آموخت و در نبردها حضور یافت. او سال ۱۹۶۹ نیز با رایگان‌سواری به افغانستان سفر کرده بود. روش تحقیق او بر گفت‌وگوهای روزمره با افراد، به‌ویژه رانندگانی که او را سوار می‌کردند، استوار بود. برای عبور از مرز افغانستان به پاکستان، خود را به شکل پناه‌جوی افغان درآورد و همراهش برقع پوشید.
روآ پس از پایان جنگ افغانستان، برای مطالعه ازبکستان و تاجیکستان به آسیای مرکزی رفت و به تحقیق دربارهٔ شش‌مقام، موسیقی سنتی برخاسته از خانات بخارا پرداخت.
او سابقه تدریس فلسفه در دبیرستان روترو در شهر درو را دارد و در همین شهر سکونت گزید، اما سفرهای مکررش به افغانستان، پیش و در جریان جنگ دهه ۱۹۸۰، با عبور از ترکیه، ایران، پاکستان و یمن، تدریس او را بارها قطع کرد. او این تجربه سیار را در کتاب در En quête de l'Orient perdu (جست‌وجوی شرق گمشده) (۲۰۱۴) بازگو کرده است.
اولیویه از سپتامبر ۲۰۰۹ استاد مؤسسه دانشگاهی اروپایی در فلورانس ایتالیا و مدیر برنامه مدیترانه‌ای آن است.
اولیویه روا در سال‌های ۱۹۸۸، ۱۹۹۷، ۲۰۰۲، ۲۰۰۳، ۲۰۰۵ و ۲۰۱۱ در کنفرانس بیلدربرگ شرکت کرده است.

## دیدگاه
اولیویه روا (Olivier Roy)، اسلام‌پژوه و اندیشمند سیاسی فرانسوی، بیشتر به‌سبب تحلیل‌های خود در باب رابطه دین و سیاست، به‌ویژه در زمینه اسلام، شناخته می‌شود. وی متخصص اسلام‌گرایی (Islamism) است، هرچند به گفته ژیل کپل (Gilles Kepel) زبان عربی را نمی‌داند.
روا در کتابی با عنوان «شکست اسلام سیاسی» (L'Échec de l'islam politique) که در سال ۱۹۹۲ منتشر کرد، از پایان‌یافتن اسلام سیاسی به‌مثابه راه‌حل سیاسی سخن گفت. او در سال‌های بعد، به‌ویژه از ۲۰۰۵، نسبت به خطاهای تحلیلی دولت‌های غربی دربارهٔ جهان عرب هشدار داد و وقوع بهار عربی (۲۰۱۱) را قابل پیش‌بینی دانست. او در فوریه ۲۰۱۱ اظهار داشت: «در تمام این انقلاب‌ها، اسلام‌گرایان غایب‌اند. این به‌معنای ناپدیدی آن‌ها نیست. اسلام‌گرایی به‌عنوان راه‌حل سیاسی و ایدئولوژی پایان یافته، اما اسلام‌گرایان هنوز حضور دارند و این همان ناشناخته بزرگ است.»
در زمینه تحلیل تروریسم جهادی، اختلاف نظری جدی میان اولیویه روا و ژیل کپل (Gilles Kepel) و برنار روژیه (Bernard Rougier) وجود دارد. منتقدان، دیدگاه روا را به‌عنوان نوعی روی‌کرد فکری می‌دانند که از تحلیل انتقادی اسلام‌گرایی پرهیز کرده و آن را صرفاً به «رادیکال‌شدن» تقلیل می‌دهد. به باور آنان، این دیدگاه موجب نادیده‌گرفتن نقش دین و فرهنگ شده و ترس از «اسلام‌هراسی» نیز به آن دامن زده است. هوگ لاگرانژ (Hugues Lagrange)، جامعه‌شناس فرانسوی نیز، دیدگاه روا را مورد نقد قرار داده و آن را ساده‌سازی پدیده‌ای پیچیده دانسته است.
اما اولیویه روا بر آن است که باید از مفهومی دیگر سخن گفت: «اسلامی‌شدن رادیکالیسم» در برابر «رادیکال‌شدن اسلام». او معتقد است که بسیاری از جوانان غربی که جذب گروه‌هایی چون داعش می‌شوند، پیش از آن‌که گرایش دینی داشته باشند، گرایش به خشونت و طغیان دارند. او می‌نویسد: «رادیکالیسم جهادی، به‌نظر من، نتیجه مستقیم رادیکالیسم دینی نیست. بیشتر تروریست‌ها از نسل دوم مهاجران هستند، به‌تازگی رادیکال شده‌اند و سابقه دینداری طولانی ندارند.»
به‌باور روا، در ریشه این رادیکالیسم، نوعی شورش نیهیلیستی نسلی نهفته است که نشان از بحران عمیق در میان بخشی از جوانان دارد. او تأکید می‌کند که این داعش نیست که جوانان اروپایی را تندرو کرده، بلکه آن‌ها پیش‌تر تندرو بوده‌اند و داعش فقط شکل بروز این گرایش بوده است. ازاین‌رو، از میان رفتن داعش به‌تنهایی باعث پایان‌یافتن این رادیکالیسم نخواهد شد.
فراتر از مسائل مربوط به اسلام و جهاد، اولیویه روا این دیدگاه را نیز به چالش می‌کشد که جهان امروز گرفتار «جنگ تمدن‌ها» یا «جنگ ادیان» است. به‌گفته او، این تصور حاصل خلط میان دو مسئله متفاوت است: یکی تروریسم، و دیگری وضعیت بخشی از جمعیت (اعم از مسلمان یا غیرمسلمان) که با ارزش‌های غالب غربی همخوان نیستند.

## آثار
از او تاکنون پنج کتاب «جهل مقدس»، «اسلام جهانی شده» و «افغانستان از جهان تا جنگ‌های داخلی» «جهادگرایی و مرگ» و «آیا اروپا مسیحی است؟» به فارسی ترجمه شده است. کتاب اول توسط دکتر عبدالله ناصری و سمیه سادات طباطبایی ترجمه شده و انتشارات مروارید آن را به چاپ رسانده است. دو کتاب آخر توسط نشر بزنگاه منتشر و در بازار کتاب موجود است